# Chu Coching

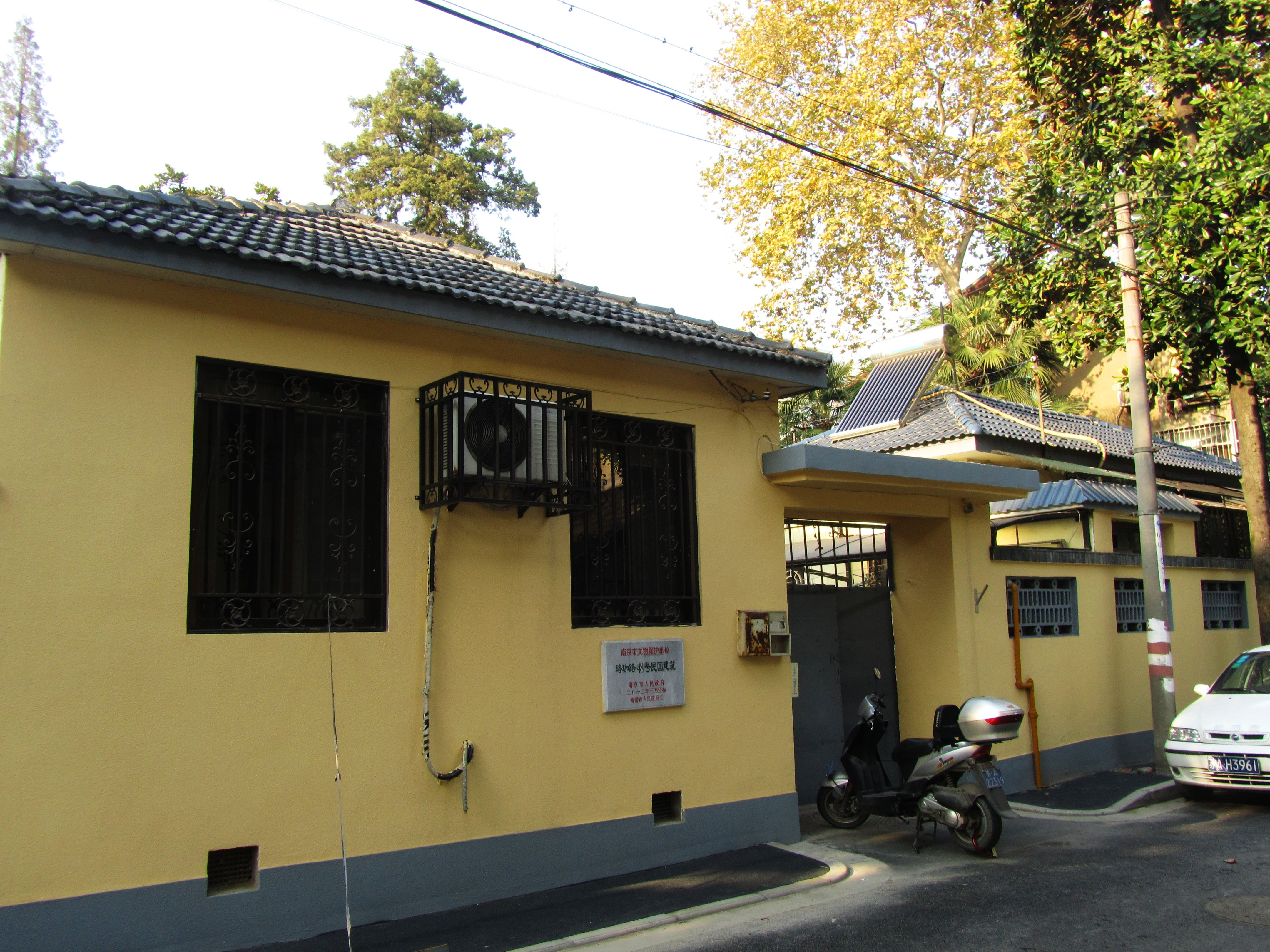
Fosta reședință a lui Coching Chu din Nanjing.

Coching Chu (în chineză simplificată: 竺可桢; chineză tradițională: 竺可楨; pinyin: Zhú Kězhēn; Wade–Giles: Chu K'o-chen; n. 7 martie 1890, districtul Shangyu⁠(d), Zhejiang⁠(d), Dinastia Qing – d. 7 februarie 1974, Beijing, Republica Populară Chineză), romanizat și ca Zhu Kezhen, a fost un geolog, meteorolog⁠(d) și profesor universitar chinez.

## Biografie

### Formarea profesională
S-a născut în anul 1890 în orașul Dongguan din prefectura Shaoxing (azi orașul Dongguan, districtul Shangyu⁠(d), orașul-prefectură Shaoxing⁠(d)) din provincia Zhejiang:329 și a urmat studii secundare la Școala Publică Fudan (1905–1909), după care a fost admis în anul 1909 la Departamentul de Inginerie Civilă al Școlii Superioare de Mine și Căi Ferate Tangshan⁠(d).:6 După ce a obținut o bursă a Fondului Boxerilor⁠(d), Chu a plecat în anul 1910 în Statele Unite ale Americii pentru a urma studii universitare.:6 A absolvit Colegiul de Agricultură al Universității din Illinois în 1913.:7 A urmat apoi studii de doctorat sub îndrumarea climatologului Robert DeCourcy Ward⁠(d) la Universitatea Harvard și a obținut doctoratul în meteorologie în 1918,:7 cu teza A New Classification of Typhoons of the Far East („O nouă clasificare a taifunurilor din Orientul Îndepărtat”. S-a întors în China în același an și a predat ca profesor la Universitatea Normală Națională Wuchang.

### Maturitatea
Chu Coching a lucrat din 1920 până în 1929 ca director al Departamentului de Meteorologie de la Universitatea Nanjing (cunoscută anterior ca Școala Normală Superioară Nanking, Universitatea Națională de Sud-Est și Universitatea Națională Centrală) și a înființat acolo primul departament de geografie din China, devenind astfel un pionier în cercetarea modernă a geografiei și meteorologiei în China. A activat apoi, în perioada 1929–1936 în funcția de director al Institutului Chinez de Meteorologie al Academiei Sinica⁠(d),:7 care se afla în acea vreme pe teritoriul continental al Chinei. Academia Sinica a devenit mai târziu predecesoarea Academiei Chineze de Științe⁠(d) a Republicii Populare Chineze din China continentală și a Academia Sinica⁠(d) din Republica China (Taiwan). Institutul de Meteorologie al Academiei Sinica, care fusese înființat în anul 1927, a deschis în această perioadă peste patruzeci de stații de observare în întreaga țară care efectuau observații la sol și la mare altitudine pentru a realiza prognoza vremii. Rezultatele acestor cercetări au stat la baza reformării standardelor de măsurare a observațiilor meteorologice și la dezvoltarea cercetărilor cu privire la crima regională.
A îndeplinit funcția de președinte al Universității Naționale Chekiang⁠(d) (cunoscută acum ca Universitatea Zhejiang⁠(d)) în perioada 1936–1949 și a contribuit la transformarea acestei instituții într-una dintre cele mai prestigioase universități din China.:332 În acea perioadă, el a trimis manuscrise cu privire la istoria științei chineze lui Joseph Needham⁠(d) din Anglia.
După înființarea Republicii Populare Chineze, a fost desemnat în octombrie 1949 în funcția de vicepreședinte al Academiei Chineze de Științe⁠(d):334 și a contribuit în această calitate la înființarea Institutului de Fizică Modernă și la publicarea revistei academice Scienta Sinica (Kexue Tongbao). A îndeplinit, de asemenea, în anumite perioade funcțiile de vicepreședinte al Asociației Chineze pentru Știință și Tehnologie, președinte și președinte de onoare al Societății Meteorologice Chineze și președinte al Societății Geografice Chineze. A coordonat cercetări ample ale reliefului Chinei, alcătuirea unui atlas național și formularea unor politici de cercetare în domeniul științelor naturale și a contribuit în mod substanțial la cercetarea fenologiei. Lucrarea „Despre câteva caracteristici ale climei țării mele și relația lor cu producția de culturi cerealiere” a avut un rol important la planificarea producției agricole de pe teritoriul Chinei în funcție de caracteristicile climatice ale regiunilor. Alte studii importante pe care le-a publicat au fost: „Cercetarea preliminară privind schimbările climatice în țara mea de-a lungul celor cinci mii de ani”, care a fost completat și revizuit în 1972, și „Timpul și locul de origine al celor douăzeci și opt de constelații”, care a pus capăt unei dezbateri internaționale ce dura de de mai bine de 100 de ani.
Profesorul Chu a depus eforturi pentru dezvoltarea istoriei științei (antică și modernă) în China și recunoașterea acesteia ca o disciplină independentă și a condus delegația chineză la Al VIII-lea Congres Internațional de Istorie a Științei, care a avut loc în Italia și la care Republica Populară Chineză a devenit membră a Uniunii Internaționale de Istorie a Științei. A avut un rol cheie în dezvoltarea științei din China și a condus Divizia Știință a Departamentului de Propagandă al Partidului Comunist Chinez, participând la Simpozionul de Genetică de la Qingdao din 1956, care a condus la respingerea definitivă a abordării lîsenkoiste în domeniul geneticii în China.

### Bătrânețea

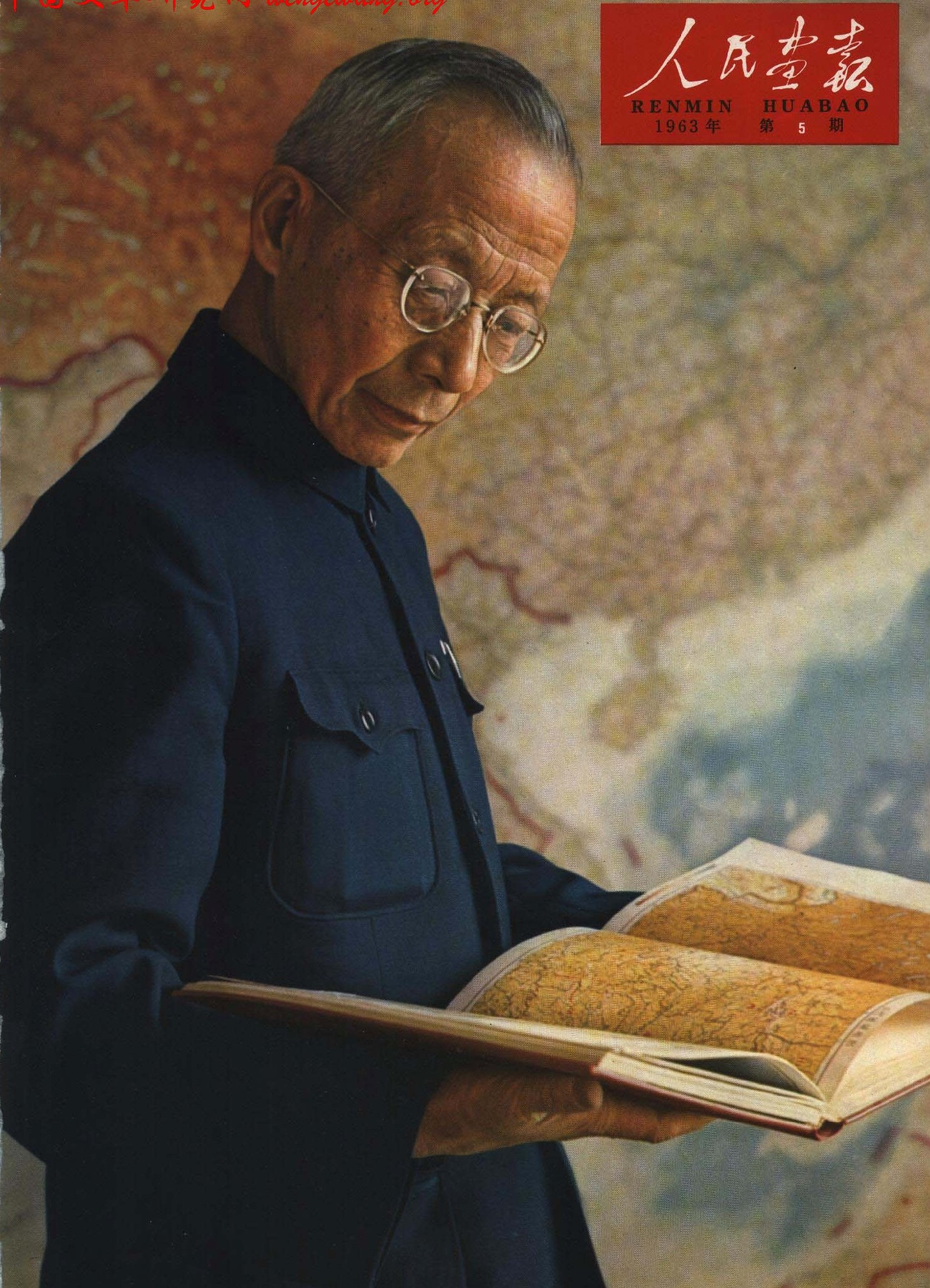
Chu Coching în 1963

În anul 1955 a fost ales membru titular al Academiei Chineze de Științe. Ca o recunoaștere a meritelor sale, Academia Română l-a ales în anul 1965 ca membru de onoare din străinătate, iar diploma și insigna de membru de onoare al Academiei Române i-au fost înmânate în ianuarie 1966 de ambasadorul român Dumitru Gheorghiu.
În timpul Revoluției Culturale, Chu Coching nu a fost foarte afectat, dar a fost nevoit să acționeze cu grijă pentru a nu fi luat la ochi de autoritățile politice. A murit din cauza unei boli pulmonare în 7 februarie 1974 la Beijing. Astăzi, Chu Coching are o reputație academică semnificativă și este recunoscut ca un „mare maestru” în meteorologia și geografia chineză.

## Lucrări academice
- Some Chinese Contributions to Meteorology Geographical Review: Vol. 5, No. 2. (Feb., 1918), pp. 136–139.
- A New Classification of Typhoons of the Far East Monthly Weather Review: Vol. 52, No. 12. (Dec., 1924), pp. 570–579.
- The Place of Origin and Recurvature of TyphoonsMonthly Weather Review: Vol. 53, No. 1 (Jan., 1925), pp. 1–5.
- The Complete Works of Coching Chu Shanghai Scientific & Technological Education Publishing House